# 그래파이트 (SIL)
그래파이트(Graphite)는 국제 SIL이 개발한 프로그래밍 가능한 유니코드 준수 스마트 폰트 기술이자 렌더링 시스템이다. GNU 약소 일반 공중 사용 허가서(GPL)와 커먼 퍼블릭 라이선스로 배포되는 자유 소프트웨어이다.
그래파이트는 트루타입 폰트 포맷에 기반을 둔다. 합자, 자체 치환, 글리프 삽입, 글리프 재배치, 발음 구별 기호, 커닝, 문자 정렬을 포함한 다양한 렌더링 규칙을 허용한다.

## 같이 보기
- 오픈타입
- 유니스크라이브